# Der Mann, von dem man spricht
Pour plus de détails, voir Fiche technique et Distribution.
Der Mann, von dem man spricht (titre français : L'Homme dont on parle) est un film autrichien réalisé par E. W. Emo sorti en 1937.

## Synopsis
Toni Mathis, étudiant en zoologie, est expulsé de l'université parce qu'il a raté l'examen crucial. Son oncle et mécène est visiblement déçu et veut le marier contre son gré à une beauté campagnarde de son village. Mais Toni rencontre ensuite la trapéziste Bianca et tombe éperdument amoureux d'elle. Son père, le directeur du cirque Zarratti, ne veut consentir au mariage de sa fille que si son futur mari est également artiste.
Après que Toni s'essaie à quelques numéros de cirque, son futur beau-père lui propose le rôle de dompteur de lions. Cependant, les fauves lui inspirent une énorme peur. L'un des clowns a une solution pour Toni. Il constitue une équipe d'employés du cirque qui sont censés se produire avec Toni dans des costumes de lion réalistes à la place des fauves dressés. Mais l'ancien dompteur de lions, qui fut éconduit par Bianca, sabote le plan en enfermant les faux lions dans leur vestiaire et en laissant les vrais entrer sur le ring. Toni ne remarque pas l'échange survit, mais il sort indemne à cette épreuve. Il est alors célébré comme un héros et accepté dans la famille du cirque.

## Fiche technique
- Titre original : Der Mann, von dem man spricht
- Réalisation : E. W. Emo assisté d'Oskar Marion
- Scénario : Hanns Sassmann
- Musique : Heinz Sandauer (de)
- Direction artistique : Julius von Borsody
- Photographie : Eduard Hoesch (de)
- Son : Herbert Janeczka
- Montage : Else Baum
- Producteur : Oskar Glück
- Société de production : Projectograph-Film
- Société de distribution : Projectograph-Film
- Pays d'origine :  Autriche
- Langue : allemand
- Format : Noir et blanc - 1,37:1 - Mono - 35 mm
- Genre : Comédie
- Durée : 91 minutes
- Date de sortie :
  - Autriche : 5 février 1937.
  - Allemagne : 27 février 1937.
  - Finlande : 16 mai 1937.
  - Pays-Bas : 16 juillet 1937.
  - Suède : 19 juillet 1937.
  - Danemark : 22 novembre 1937.
  - France : 18 mars 1938[1].
  - Portugal : 15 février 1939.
  - Espagne : 1er novembre 1939.
  - Hongrie : 7 novembre 1939.
  - Yougoslavie : 10 décembre 1939.

## Distribution
- Heinz Rühmann : Anton Mathis
- Hans Moser : Oncle Martin
- Theo Lingen : Haßler, le majordome
- Gusti Huber : Bianca Zarratti
- Heinz Salfner (de) : le directeur du cirque Zarratti
- Gerhard Bienert : le dompteur Carasso
- Reinhold Häussermann : le clown
- Helene Lauterböck : Mme Blank, mère de trois filles à marier
- Ferdinand Maierhofer : Schneider
- Mizzi Zwerenz (de) : la vendeuse de puces savantes
- Julius Brandt : le président du jury d'examen
- Otto Storm (de) : le directeur de l'hôtel

## Production
L'intrigue présente des similitudes avec Le Roi du cirque, film franco-autrichien de Édouard-Émile Violet et Max Linder, sorti en 1924.
La production est créée en collaboration avec le cirque autrichien Rebernigg. Heinz Rühmann ne permettait généralement pas aux cascadeurs de le doubler dans ses films : dans ce film, il jongle avec des assiettes, descend des escaliers à vélo et danse sur une corde raide. Lors du final, il apparaît comme un dompteur de fauves : « J'ai passé trois jours à m'habituer à ces beaux animaux, mais seulement avec les mâles, les femelles étaient trop jalouses de leur maître, le dompteur (Karl) Rebernigg. Il m'avait soigneusement vérifié si j'avais des armes avant que je sois autorisé à monter sur le ring, car il voulait être sûr que rien ne pourrait arriver à ses favoris. Quelque chose comme ça pourrait vous donner du courage, je peux vous le dire ! » Pendant les pauses du tournage, Rühmann reste dans le ring, où il se rapproche des animaux. Au mieux, il aurait été irrité par le fait que les figurants se moquent de lui. Le producteur Oskar Glück aurait déclaré plus tard à l'acteur dans la loge qu'il ne serait pas assuré lors du tournage de la scène des lions et que la société cinématographique ne serait pas responsable des dommages causés dans la cage. Lorsque Rühmann incarne à nouveau comme un dompteur de fauves pour le film Ne craignez pas les grosses bêtes en 1953, une vitre le sépare des fauves pendant le tournage.
Le film fait l'objet d'un remake, Ça barde (de), réalisé par Géza von Cziffra avec Peter Alexander dans le rôle d'Anton Mathis, Margit Nünke dans le rôle de Bianca Zaretti.